# Asiosilis bicicatricosa
Asiosilis bicicatricosa is een keversoort uit de familie soldaatjes (Cantharidae). De wetenschappelijke naam van de soort werd in 1978 gepubliceerd door Wittmer.